# Nakala (entrepôt)
 (janvier 2024).
La mise en forme du texte ne suit pas les recommandations de Wikipédia : il faut le « wikifier ».
Les points d'amélioration suivants sont les cas les plus fréquents. Le détail des points à revoir est peut-être précisé sur la page de discussion.
- Les titres sont pré-formatés par le logiciel. Ils ne sont ni en capitales, ni en gras.
- Le texte ne doit pas être écrit en capitales (les noms de famille non plus), ni en gras, ni en italique, ni en « petit »…
- Le gras n'est utilisé que pour surligner le titre de l'article dans l'introduction, une seule fois.
- L'italique est rarement utilisé : mots en langue étrangère, titres d'œuvres, noms de bateaux, etc.
- Les citations ne sont pas en italique mais en corps de texte normal. Elles sont entourées par des guillemets français : « et ».
- Les listes à puces sont à éviter, des paragraphes rédigés étant largement préférés. Les tableaux sont à réserver à la présentation de données structurées (résultats, etc.).
- Les appels de note de bas de page (petits chiffres en exposant, introduits par l'outil «  Source ») sont à placer entre la fin de phrase et le point final[comme ça].
- Les liens internes (vers d'autres articles de Wikipédia) sont à choisir avec parcimonie. Créez des liens vers des articles approfondissant le sujet. Les termes génériques sans rapport avec le sujet sont à éviter, ainsi que les répétitions de liens vers un même terme.
- Les liens externes sont à placer uniquement dans une section « Liens externes », à la fin de l'article. Ces liens sont à choisir avec parcimonie suivant les règles définies. Si un lien sert de source à l'article, son insertion dans le texte est à faire par les notes de bas de page.
- La présentation des références doit suivre les conventions bibliographiques. Il est recommandé d'utiliser les modèles {{Ouvrage}}, {{Chapitre}}, {{Article}}, {{Lien web}} et/ou {{Bibliographie}}. Le mode d'édition visuel peut mettre en forme automatiquement les références.
- Insérer une infobox (cadre d'informations à droite) n'est pas obligatoire pour parachever la mise en page.

Pour une aide détaillée, merci de consulter Aide:Wikification.
Si vous pensez que ces points ont été résolus, vous pouvez retirer ce bandeau et améliorer la mise en forme d'un autre article.
Pour les articles homonymes, voir Nakala.
Nakala  est un entrepôt numérique de données et de documents pour les enseignants-chercheurs des Lettres et des Sciences humaines et sociales développé depuis 2015, par l'infrastructure de recherche Huma-Num, il est ouvert uniquement aux chercheurs travaillant en France.

## Présentation
Nakala est une base de données documentaire. Elle permet de documenter avec des métadonnées des dépôts de fichiers de tous types. À vocation généralise comme HAL, Nakala offre un niveau de description minimal de métadonnées (Dublin Core) et un dispositif de barrière mobile permettant de gérer l'accès aux fichiers déposés. Elle est développée et hébergée par Huma-Num au sein du Centre de Calcul de l'IN2P3 à Villeurbanne.

## Services
Il propose plusieurs services :
- Un outil de dépôt de fichiers
- Un outil de documentation des fichiers à l'aide de métadonnées en Dublin Core et de création de collections documentaires permettant de créer des jeux de données[8]
- Un outil d'ajout de métadonnées spécialisées
- L'ajout d'identifiants DOI sur les jeux de données[9]
- Un outil d'édition Web interne et propriétaire des collections de jeux de données (NAKALA Press)
- Une API[10]
- Une interface OAI-PMH permettant le moissonnage des métadonnées